# Пойнт-Пили
Пойнт-Пили (англ. Point Pelee National Park, фр. Parc national de la Pointe-Pelée) — национальный парк Канады, расположенный на юго-западе канадской провинции Онтарио.
Парк особенно знаменит в силу того, что по нему проходят пути ежегодных миграций певчих птиц и бабочек-монархов.

## Физико-географическая характеристика
Национальный парк Пойнт-Пили расположен на самом юге длинного полуострова, выступающего на юг на озере Эри около города Лимингтон. Кроме того, территория парка включает острова Пили и Мидл. Парк является самой южной точкой материковой Канады. В 50 км к северо-западу от парка расположен город Уинсор.

Климат национального парка несколько отличается от климата остальной Канады. Причиной этого является то, что парк расположен южнее 42 параллели, а также окружён озёрами, причём основным является эффект незамерзающих озёр. Площадь Пойнт-Пили составляет 15.63 км² — это самый маленький национальный парк в Канаде.
- Пирсы на мысе Пили позволяют туристам заходить далеко вглубь болот
- Зима в национальном парке, Январь 2018

## Климат
На территории парка преобладает влажный континентальный климат, Dfa по классификации Кёппена. В Понт-Пили тёплое влажное лето и холодная зима, которую смягчает близость озера Эри. 
| Показатель                                     | Янв. | Фев. | Март | Апр. | Май  | Июнь | Июль | Авг. | Сен. | Окт. | Нояб. | Дек. | Год   |
| ---------------------------------------------- | ---- | ---- | ---- | ---- | ---- | ---- | ---- | ---- | ---- | ---- | ----- | ---- | ----- |
| Абсолютный максимум, °C                        | 13,0 | 13,0 | 22,5 | 28,5 | 31,5 | 33,5 | 34,0 | 34,5 | 31,0 | 25,5 | 20,6  | 18,5 | 34,5  |
| Абсолютный минимум, °C                         | −27  | −24  | −18  | −9,8 | −3,2 | 3,0  | 7,0  | 4,0  | −1,7 | −5,5 | −9,4  | −23  | −27   |
| Среднее число дней с осадками                  | 13,4 | 11,4 | 12,8 | 14,7 | 13,3 | 11,7 | 10,9 | 10,1 | 11,7 | 13,5 | 15,3  | 15,4 | 154,4 |
| Норма осадков, мм                              | 57,2 | 58,7 | 69,9 | 75,6 | 76,9 | 79,8 | 83,6 | 85,9 | 92,7 | 69,6 | 94,8  | 77,4 | 922,1 |
| Источник: Министерство окружающей среды Канады |      |      |      |      |      |      |      |      |      |      |       |      |       |

## Флора и фауна
Для национального парка характерны нетипичные для Канады густые лиственные леса с такими видами растений как (Carya ovata), сассафрас (Sassafras) и каркас (Celtis). В самой Канаде такие леса называются Каролинскими. В общей сложности в Пойнт-Пили произрастает более 70 видов деревьев.
По количеству рептилий (27 видов), амфибий (20 видов), пауков (50 видов) парк является рекордсменом в стране. Кроме того, в парке находятся северные границы ареала таких птиц как восточный эмпидонакс (Empidonax virescens), кустарниковый крапивник (Thryothorus ludovicianus), голубая комароловка (Polioptila caerulea), каролинский меланерпес (Melanerpes carolinus) и иктерия (Icteria virens).
Большую часть парк составляют также водно-болотные угодья, охраняемые Рамсарской конвенцией. Через парк проходят весенняя и осенняя миграции птиц, количество видов достигает 370.
- Жёлтая древесница
- Иктерия
- Деревенская ласточка